# Biserica de lemn Adormirea Maicii Domnului din Boiștea
Biserica de lemn cu hramul „Adormirea Maicii Domnului” din satul Boiștea, comuna Petricani este o biserică ortodoxă construită în ultimul sfert al secolului al XVIII-lea.

## Istoric
Ridicarea ei este legată, conform unei scânduri inscripționate găsită între peretele de rezistență și îmbrăcămintea de scândură a absidei laterale dinspre sud, în timpul reparațiilor din 1937, de numele meșterului Simion a Anei și de anul 1792.

## Caracteristici
Construită pe de-a-ntregul din lemn, are o formă de cruce treflată și are trei turnuri. Intrarea în lăcaș se face printr-un pridvor ridicat în partea de sud. Naosul și pronaosul sunt separate de un perete de lemn boltit. Biserica este acoperită actual cu tablă zincată. La interior a fost tencuită, pictura datând din anul 1846, de când a fost realizată de pictorul Vasile Muraru, în stil bizantin. Catapeteasma provine din secolul XVIII.
În partea de vest a bisericii se găsește o clopotniță dreptunghiulară cu o boltă la mijloc pentru trecere, ridicată în 1888. Clopotul acesteia datează din anul 1850. Acoperișul ei este capiform.